# Badersklingenbach
Der Badersklingenbach ist ein 2,3 km langer Bach im Stadtgebiet von Schwäbisch Hall im Landkreis Schwäbisch Hall im nordöstlichen Baden-Württemberg und mündet nach seinem Unterlauf in der namengebenden Badersklinge von rechts und Nordosten in den Kocher. Auf den ersten 0,5 km seines Laufes heißt er Hasbach.

## Geographie

### Verlauf
Der Badersklingenbach entsteht als Hasbach am Westrand der recht flachen Haller Ebene etwa 300 m östlich des Haller Schulzentrums Ost zwischen landwirtschaftlich genutzten Grundstücken im Gewann Hasbach neben einem hier heckenbegleiteten befestigten Feldweg auf etwa 390 m ü. NHN. Zwischen Hecke und Weg fließt er in einem Graben die ersten 200 m nach Südosten, dann knickt er an einer Feldwegkreuzung in Richtung der oberen Talmulde nach Südwesten und erreicht nach weiteren etwa 300 m in einem etwas breiteren Grünstreifen den Anfang seiner Verrohrung, wo er am Fuß einer künstlichen Aufschüttung verschwindet, vor der sein Graben zu einem fast immer trockenen kleinen Stauraum verbreitert ist. Nach diesen etwa 0,5 km Oberlauf heißt er Badersklingenbach.
Die nächsten etwa 900 m läuft der Bach unterirdisch erst am Rande des Sportgeländes, das sich im Osten und Süden um das Haller Schulzentrum West legt, danach unter diesem und zuletzt unter der Arena hindurch. Dann quert er, weiter versteckt, die Schenkenseestraße und läuft in der Mitte der gut erkennbaren Geländemulde des Schenkenseebads unter der Liegewiese und dem Freibadbecken hindurch. Nachdem der Bach noch die auf einem Damm quer dazu ziehende Ellwanger Straße (L 1060) hinter sich gelassen hat, kommt er wieder ans Tageslicht und läuft ganz kurz zwischen Feldern. Dann betritt er auf knapp 360 m ü. NHN seine steile und bewaldete Unterlaufschlucht Badersklinge, in der er immer wieder über bis zu zweieinhalb Meter hohe Kalkbänke herabstürzt. Durch häufigen Anwuchs von Kalktuff an diesen strömt das Wasser oft dicht über den Konkretionen auf einer parabolisch-rundbuckeligen Nase. In dieser namengebenden Klinge fließt der Bach mit leichten Talwindungen weiter südwestwärts.
An ihrem Ende steht, dem Blick von unten durch den Hangwald verborgen, auf dem linken Mündungssporn die Ruine der Burg Limpurg, namengebender Sitz der Schenken von Limpurg, die hier nur wenige hundert Meter von der Reichsstadt Hall entfernt lange ihr Herrschaftszentrum hatten. Am Zutritt in die Kochertalaue neben der im 13. Jahrhundert erbauten „Urbans“-Kirche verschwindet der Bach  wieder in einem Rohr und durchquert so den inzwischen mit der Stadt verwachsenen ehemaligen Burgweiler Unterlimpurg, in dem er seine letzten 200 m Lauf unter der Urbanstraße und dem Haller Stadtpark in den Ackeranlagen hinter sich bringt. Dann mündet er an deren Südspitze neben dem Fußgängersteg zum rechten Flussufer nach 2,3 km Gesamtlauf auf etwa 276 m ü. NHN von rechts und Nordosten in den hier nordwestwärts laufenden Kocher, kurz nach dem Rücklauf des Mühlkanals der Stadtwerke.

### Einzugsgebiet
Der Badersklingenbach hat ein Einzugsgebiet von 1,2 km² Größe, das ganz auf Haller Stadtgebiet liegt und sich in Form einer etwa 2,9 km langen Spindel von maximal etwa 0,5 km Breite vom höchsten natürlichen Punkt auf etwa 400 m ü. NHN auf dem Gelände des Haller Flugplatzes zu seiner südwestlichen Spitze an der Mündung in den Kocher in den südlichen Ackeranlagen der Stadt auf etwa 276 m ü. NHN erstreckt. Eine um die Jahrtausendwende nahe der Ostspitze aufgeschüttete Erdhalde dürfte sogar um 410 m ü. NHN erreichen. Der Bach erfährt keinen oberirdischen Zulauf.
An der Nordwestseite schon wenig nordöstlich der Mündung grenzt der Entwässerungsbereich des nahen abwärtigen Kocher-Zuflusses Schuppach an, welcher nirgends mehr offen ist, auf der Hochebene jenseits der städtischen Siedlungsgrenze dann kürzer das Einzugsgebiet des Wettbachs. Auf dem Flugplatzgelände berührt die Westspitze des Einzugsgebiets des Nachbarbachs Otterbach die östliche Spindelspitze; er als einziger der Nachbarbäche entwässert östlich zur Bühler. Auf der südöstlichen Gegenseite konkurriert am Oberlauf der durch die Steinbacher alte Kocherschlinge um die Comburg mündende Waschbach, mündungsnäher dann zwei kleine Bäche, die ebenfalls über diese Talschlinge noch zum aufwärtigen Kocher entwässern.

### Landschaft, Besiedlung, Klingenweg
Der Baadersklingenbach entsteht am Rande der sehr flachen und intensiv ackerbaulich genutzten Haller Ebene. Auch auf seinem Südwestlauf begleiten ihn – im Bereich des Sport- und Freizeitgeländes um das Schulzentrum Ost und das Schenkenseebad teils durch Bauten und Verkehrsflächen etwas getrennt – deren weite, flurbereinigte Äcker links der Mulde und der Klinge bis zum Sporn der Ruine Limpurg.
Meist rechts des oberen Bachtales liegt der Siedlungsrand der Schwäbisch Haller Kreuzäckersiedlung, nach Unterqueren der Ellwanger Straße liegt in etwas Abstand vom Klingenrand das Viertel um die Schillerstraße. Auf dem linken Mündungssporn steht dicht an der Ruine der Limpurg der Einzelhof Oberlimpurg, Sitz eines Saatzuchtbetriebs. Der unterste Lauf nach dem Klingenaustritt durchquert verdolt das Stadtviertel Unterlimpurg, zuletzt am Südostrand des Parks Ackeranlagen. 
Den Klingenlauf begleitet ein recht steiler, unbefestigter Gehweg mit Abzweig zur Haller Seiferheldstraße.

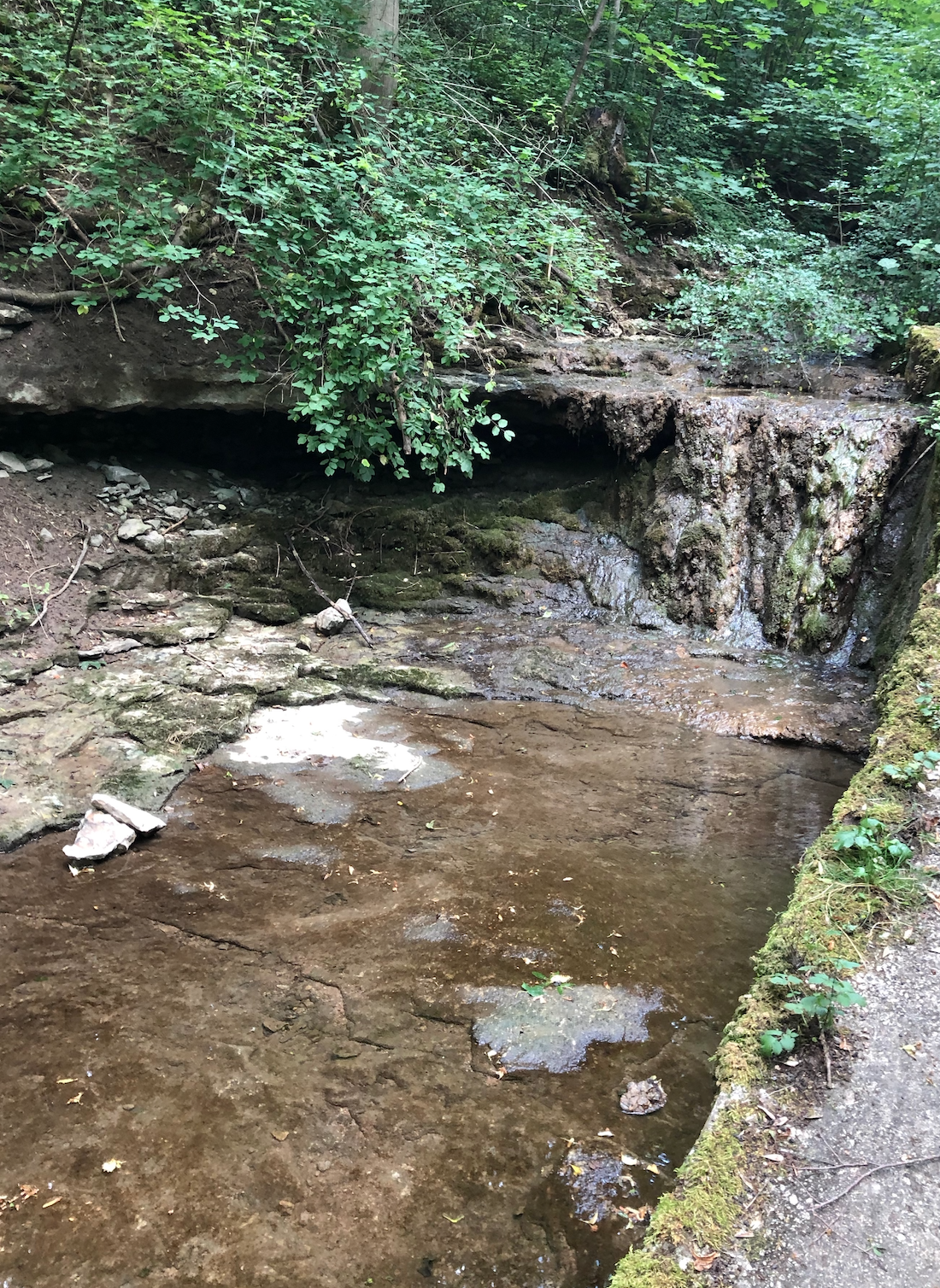
Einer von vielen kleinen Wasserfällen des Badersklingenbaches

## Geologie
Der Badersklingenbach läuft von seiner Quelle bis zum Beginn seiner Klinge in der Lettenkeuperauflage (Erfurt-Formation) der Haller Ebene. Die Klinge liegt im Oberen Muschelkalk, an ihrem Ende am Rande der Kocheraue erreicht der Bach den Mittleren Muschelkalk, in dem er dann bald mündet. Am Klingenausgang hat der Bach einen Mündungsfächer angehäuft, der bei Blick aus den nördlichen Ackeranlagen auf die Bodenschwelle längs der Urbanstraße gut kenntlich ist.
Im Umring der niedrigen Talmulde des Oberlaufs und links der Unterlaufschlucht liegt Lösssediment auf den Hügeln, die unterm Pflug stehen.